# Joystick

Proporcionální joystick:
1. Držadlo
2. Základna
3. Tlačítko – „spoušť“ či „fire“
4. Další tlačítka
5. Autofire
6. Plynový pedál
7. Kloboučkové tlačítko
8. Přísavky pro uchycení

Joystick [džojstyk] česky „pákový ovladač“ nebo „křížový ovladač“ je vstupní zařízení, používané zejména k interakci s počítačem. Základním dílem je páka upevněná kolmo do vodorovné podložky. Vychýlení páky vyvolá odpovídající pohyb objektu na obrazovce.
Některé moderní joysticky jsou vybaveny několika tlačítky a doplňkovými ovládacími prvky s programovatelnou funkcí. Ovládání pomocí joysticku se užívá zejména při hraní počítačových her a videoher, například u leteckých simulátorů se ovládání letadla velmi přibližuje skutečnosti.
Významné neherní uplatnění v praxi nalezly joysticky v ovládání průmyslových strojů jako jeřábů, robotů, letadel a raket. Miniaturní joysticky ovládané palcem nalezly uplatnění ve spotřební elektronice jako jsou mobilní telefony.
Joysticky se rozdělují na:
- digitální (zvané také neproporcionální) – indikuje sepnutí v jednom ze čtyř nebo osmi směrů
- analogové (zvané také proporcionální) – směr a velikost výchylky je určena více podrobně

Proporcionální joysticky umožňují odečítat směr a velikost výchylky páčky. Neproporcionální, užívané dříve zejména u osmibitových mikropočítačů, se v dnešní době používají ve spotřební elektronice, odečítají pouze směr nikoliv výchylku.
Dříve se na PC používalo připojení přes Gameport, podobně jako u dalších „padů“, dnes se již využívá výhradně sběrnice USB.

## Historie

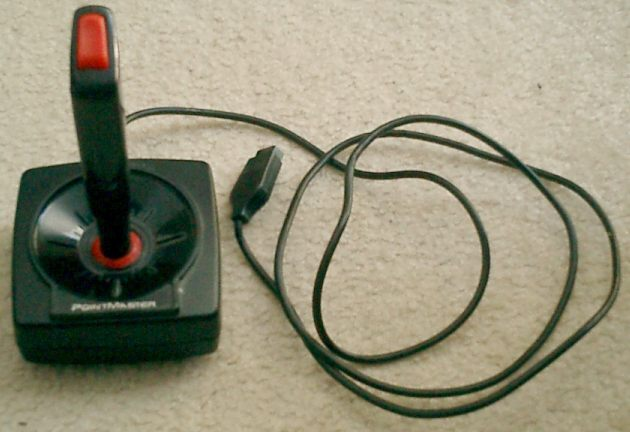
Neproporcionální jednotlačítkový joystick z 80. let 20. století.

Elektrický dvouosý joystick vynalezl C.B. Mirick v United States Naval Research Laboratory (NRL), byl patentován v roce 1926 (číslo patentu 1,597,416). NRL se aktivně snažilo o vývoj dálkově ovládaných letadel a použití joysticku byla jedna z možností jak toho dosáhnout. Při udělení patentu Mirick napsal: „Můj ovládací systém je prakticky použitelný při manévrování s letadlem, ve kterém není žádný pilot.“
Němci používali elektrický dvouosý joystick od roku 1942 jako součást rádiového kontrolního systému (FuG 203 Kehl), sloužícího v německých bombardérech k ovládání protilodních řízených střel Hs 293 a řízených pum Fritz X.

## Technické parametry
Většina joysticků je dvouosých, které používají dvě osy pro pohyb podobně jako počítačová myš. Přesto ale existují tří nebo jednoosé joysticky. Joystick je v zásadě nakonfigurován tak, že pohyb páky doleva nebo doprava zaznamenává pohyb po ose X a pohyb nahoru a dolu je zaznamenáván kolem osy ypsilon. V případě tříosých joysticků kroucení páky vlevo nebo vpravo signalizuje pohyb po ose Z. Tyto tři osy -X, Y a Z- jsou respektive ovládací prvky letadel (klonění, klopení a zatáčení).

Analogový joystick je joystick, který má kontinuální stavy, to znamená vrácení úhlu míry pohybu v každém směru, rovině nebo v prostoru (normálně používá potenciometry), kdežto digitální joystick dává pouze on-off signály pro čtyři různé směry a jejich mechanicky možné kombinace (například doleva+nahoru). Digitální joysticky byly velmi příhodné jako herní zařízení pro videoherní konzole, arkádové automaty a domácí počítače 80. let 20. století.

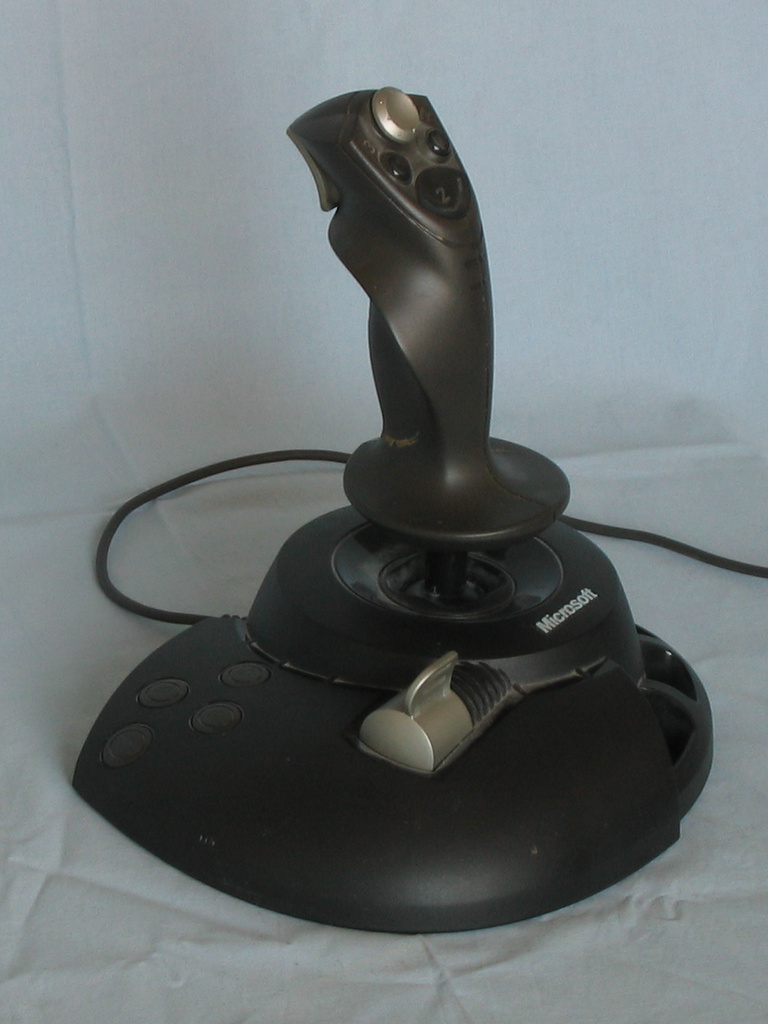
Aktuální herní zařízení

Joysticky navíc často mají jedno nebo více palebných tlačítek používaných pro spouštění nějaké akce (například vysunutí podvozku), které fungují jako jednoduché spínače.
Některé joysticky mají zpětnou odezvu, která je dělá aktivními zařízeními a ne pouze vstupními. Počítač může vrátit signál do joysticku, který způsobuje jeho odolání pohybu a projevuje se vibracemi. Většina vstupně/výstupních přídavných karet pro počítače má gameport pro připojení zařízení k počítači. Většina moderních joysticků používá USB pro připojení k počítači.

## Letectví
Joystick se původně využíval v letectví na ovládání křídel letadel. Poprvé byl využit v roce 1908 v kombinaci s nožním ovládáním kormidla pro ocas letadla. Joystick se v letectví stále používá a jeho využití našly také vrtulníky.

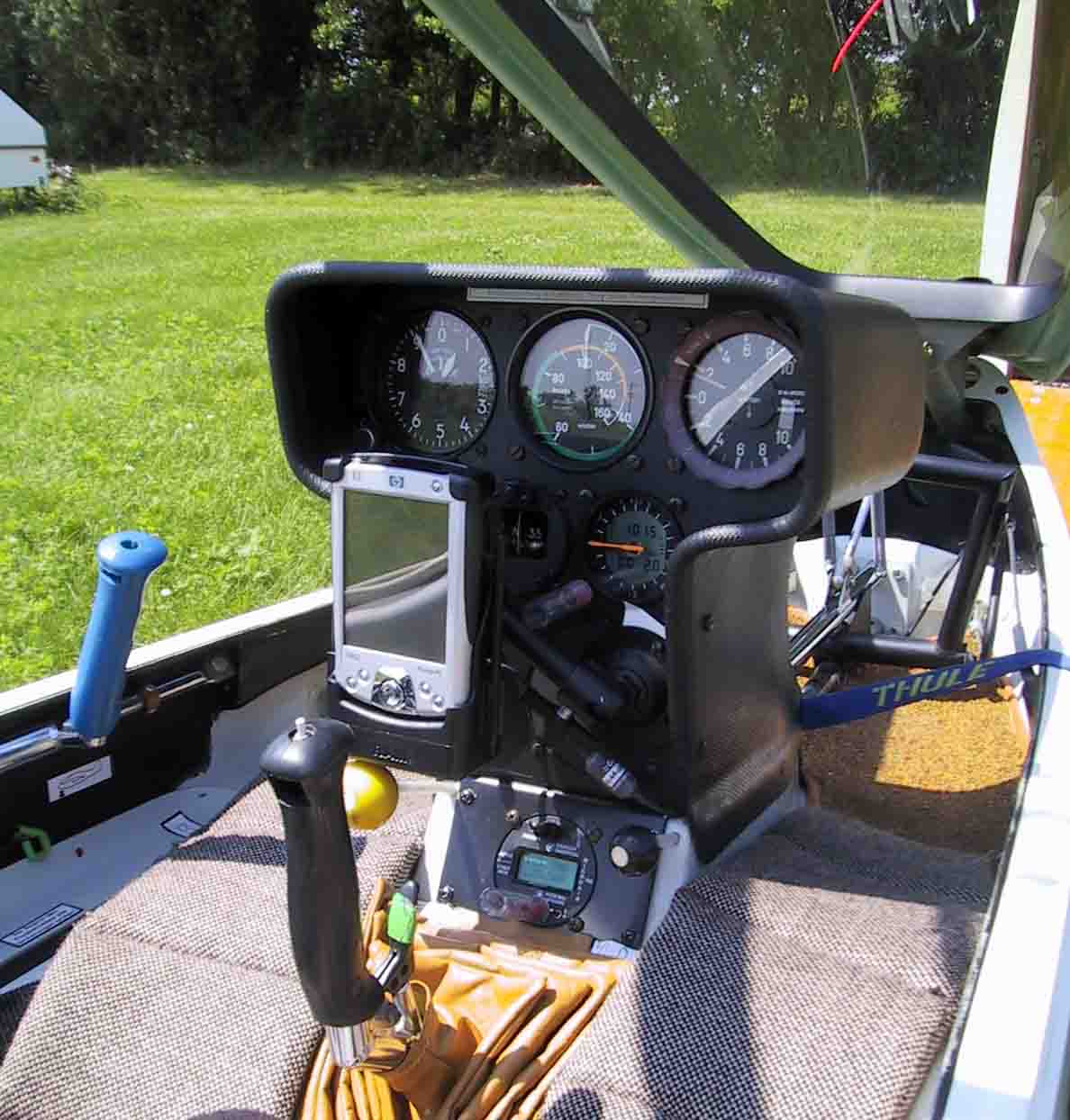
Kokpit kluzáku s viditelným joystickem

## Arkádový ovladač (Arcade stick)
Arkádový ovladač je velký ovladač s joystickem pro konzole a počítače. Tento ovladač se používá hlavně pro hry, které nemohou být pohodlně emulovány na klasických konzolových ovladačích. Byl použit u her jako Mortal Kombat nebo Street Fighter II.

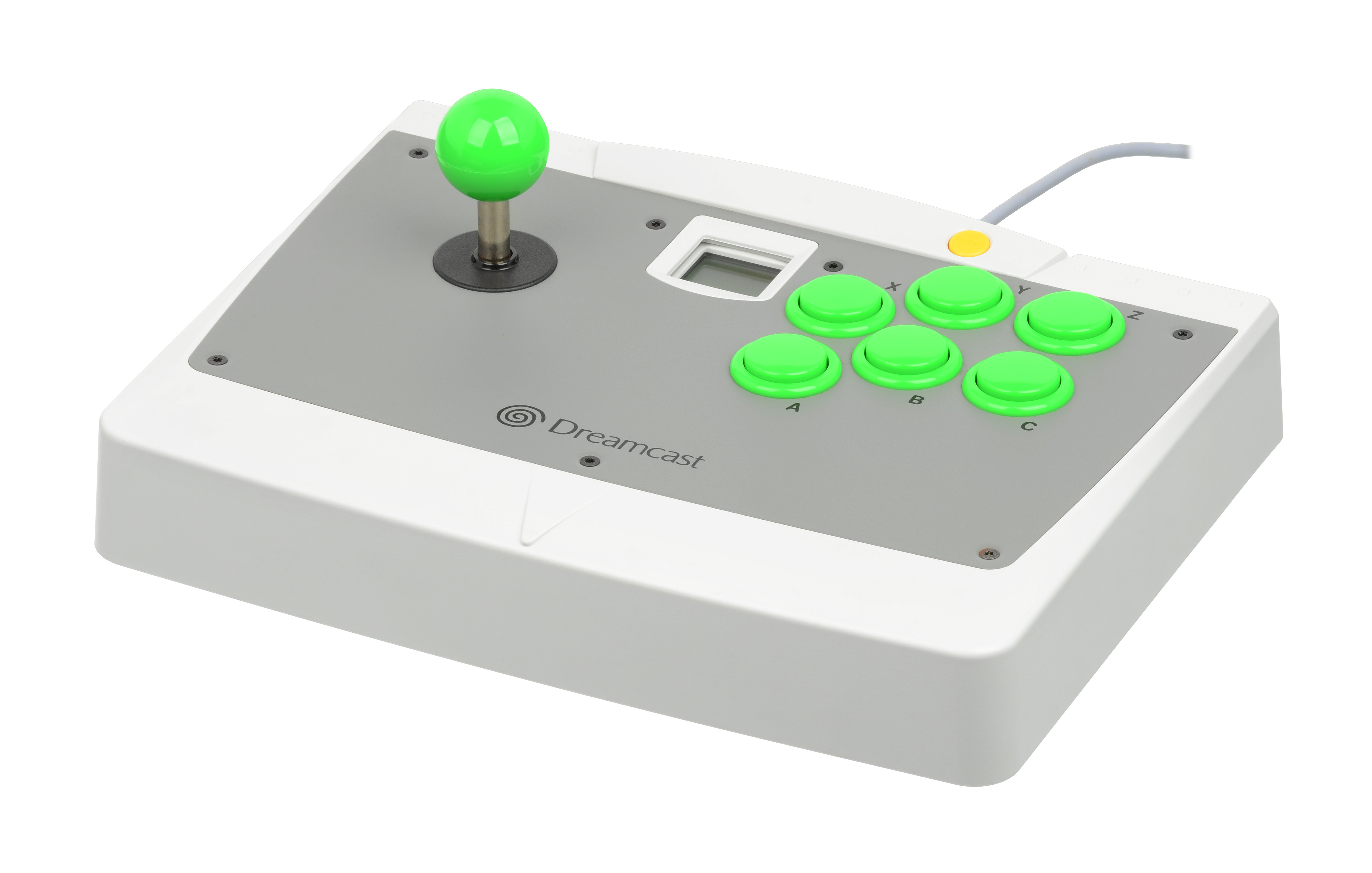
Oficiální arkádový ovladač pro konzoli SEGA Dreamcast

## Průmyslové aplikace
V tomto odvětví se joystick používá na ovládání různých jeřábů, hydraulických systémů, dálkově ovládaných vozítek apod. Tyto joysticky mají tendenci být robustnější než herní a mají větší životnost.

## Asistenční technologie
Joystick může také nahradit počítačovou myš. Tento speciální typ joysticku používají hlavně pro potřeby tělesně postižených lidí. Místo hraní her tento joystick slouží spíše jako ukazovací zařízení. Tyto joysticky mohou sloužit také jako ovládání elektrických vozíků.